# رابطة الحماية الجمهورية (النمسا)
رابطة الحماية الجمهورية (بالألمانية: [ʁepubliˈkaːnɪʃɐ ˈʃʊtsˌbʊnt])، هي منظمة شبه عسكرية نمساوية أُسست عام 1923 من قِبل حزب العمال الاشتراكي الديمقراطي النمساوي، بهدف الدفاع عن الجمهورية النمساوية في ظل تصاعد التطرف السياسي بعد الحرب العالمية الأولى.
بلغ عدد أعضاء الرابطة ذروته في عام 1925، حيث قُدر بنحو 100,000 رجل، وكانت الرابطة مسلحة ومنظمة وفق أسس عسكرية. خلال ثورة يوليو عام 1927، تعاونت الرابطة مع السلطات الحكومية لمحاولة احتواء العنف، لكنها بقيت إلى حد كبير على الحياد خلال انقلاب بفريمر في سبتمبر 1931، وذلك بسبب فشل الانقلاب السريع.
حُظرت الرابطة رسميًا في 31 مارس 1933 في ظل حكومة إنغلبرت دولفوس اليمينية الاستبدادية، وبدأت الشرطة النمساوية باعتقال أعضائها والبحث عن أسلحتهم. وفي 12 فبراير 1934، عندما حاولت الشرطة دخول مقر الحزب الاشتراكي في مدينة لينتس بحثًا عن أسلحة، فتح أعضاء محليون في رابطة الحماية النار، مما أدى إلى اندلاع الحرب الأهلية النمساوية.
سُرعان ما هُزمت الرابطة أمام تفوق قوات الشرطة والجيش النمساوي من حيث العدد والتسليح. أُلقي القبض على العديد من أعضائها، وأُعدم تسعة رجال، كان عدد منهم من الشخصيات البارزة في الرابطة. وبحظر الحزب الاشتراكي الديمقراطي لاحقًا، انتهى وجود رابطة الحماية الجمهورية.